# Ariel (ensayo)
Ariel es un ensayo publicado por el escritor uruguayo José Enrique Rodó en 1900, considerado como una de las obras de mayor influencia en el campo de la cultura y la política latinoamericanas, al igual que Caliban (1878) de Ernest Renan y los postulados modernistas de Rubén Darío.
Es un texto breve compuesto de seis partes, que se caracteriza por su contenido filosófico y su tono pedagógico. Utiliza los personajes de La tempestad, de William Shakespeare: Próspero, Ariel y Calibán. Está dirigido principalmente a la juventud hispanoamericana, como señala el autor, para advertirles contra el utilitarismo y contra lo que él llama la «nordomanía», es decir la imitación de Norteamérica.

## Estilo literario
El autor elabora una forma de intertextualidad con la obra de William Shakespeare a través de personajes simbólicos: el maestro Próspero, personaje con quien se empieza el ensayo, que representa la sabiduría; Ariel, símbolo del idealismo y la espiritualidad, y Calibán, que representa el materialismo. Rodó fue influenciado por su maestro, el filósofo francés Ernest Renan, quien publicó en 1878 un «drama filosófico» titulado Calibán, con los mismos personajes shakespearianos. Sin embargo, a diferencia de Rodó, Renan usó Calibán para simbolizar la democracia, ya que este personaje rechazó su estado de esclavitud.
Rodó pertenece a la tendencia literaria del modernismo. Desde las primeras líneas de Ariel, destaca el lenguaje modernista del ensayo:

Aquella tarde, el viejo y venerado maestro, a quien solían llamar Próspero, por alusión al sabio mago de La tempestad shakespeariana, se despedía de sus jóvenes discípulos, pasado un año de tareas, congregándolos una vez más a su alrededor.

## Contenido filosófico
Por las circunstancias que sucedían en el continente hispanoamericano en esta época, Rodó quería advertir de los efectos negativos del utilitarismo sobre el espíritu latinoamericano, porque se basaba principalmente en el materialismo. Según el autor, para que el continente hispanoamericano pueda recuperar sus valores espirituales, es necesario que siga los ideales estéticos de la cultura de la Grecia Clásica, en tanto modelo del buen gusto por su uso del arte como actividad mental que enriquece el espíritu. Asimismo, cabe resaltar que también considera al cristianismo como fuente del idealismo. De esa manera, los países hispanoamericanos deberían defenderse de la dominación cultural estadounidense mediante el idealismo espiritual. Además, según Rodó, la responsabilidad de los jóvenes reside en preservar una civilización de origen griego.
Asimismo, el autor denuncia la «nordomanía» porque aporta ideas extrañas al espíritu hispánico y por temor al imperialismo, dado que en 1898, tras la Guerra Hispano-Estadounidense, los Estados Unidos empezaron a imponer una forma de hegemonía continental. El autor insiste en el papel de los jóvenes para crear su propia identidad y cultura regionales sin estar afectados por las influencias exteriores. Asimismo, Rodó propone no seguir a EE. UU. como modelo de democracia por su carácter utilitario, que se opone al espíritu democrático. La democracia, según el autor, se logra a través de la educación del pueblo y está basada en la igualdad social y en el acceso de todos a todas las ramas del saber. El gobierno democrático debería formarse de seres educados moral e intelectualmente.
Acerca de la independencia (tanto intelectual como cultural) del continente latinoamericano, el crítico Jon Beasley-Murray, en su artículo «The Intellectual and the State: Modernismo and Transculturation from Below», escribe:

For Rodó, as much as for Martí, the Latin American state has to be constituted from and by Latin America, rather than imposed from above. Indeed, it is this "irreplaceable" constitutive power that marks Latin America’s distinction from Europe: it is precisely because Latin America has shown its revolutionary power that the region now can inherit the mantle of Western civilization that a decadent Europe, constrained by the remnants of its aristocratic tradition, is losing.
Para Rodó, igual que para Martí, el Estado latinoamericano tiene que constituirse a partir de y por América Latina, en lugar de ser impuesta desde fuera. De hecho, es este «insustituible» poder constituyente lo que distingue América Latina de Europa; es precisamente porque América Latina ha mostrado su poder revolucionario por lo que la región ahora puede heredar el manto de la civilización occidental que una Europa decadente, limitada por los restos de su tradición aristocrática, está perdiendo.

La corriente ideológica surgida a partir de Ariel fue denominada arielismo.

## Recepción de la obra
La obra obtuvo un éxito inmediato. Según Fernando Aínsa, «este breve ensayo de apenas 100 páginas se convertiría al cabo de un par de años en el libro emblemático de América Latina [...] En 1910 ya contaba con ocho ediciones».
En el prólogo de la versión del texto en inglés, el escritor mexicano Carlos Fuentes describió al autor como «irritante, insufrible, admirable, estimulante, decepcionante Rodó» («irritating, insufferable, admirable, stimulating, disappointing Rodó») pero consideraba al mismo tiempo que se trataba de «un libro esencial en la prolongada búsqueda Latinoamericana de la identidad» («an essential book in the protracted Latin American search for identity»).
Por otro lado, el autor uruguayo Mario Benedetti, en Genio y figura de José Enrique Rodó (1966), señala que «aunque en varias facetas del estilo aparezca como caduca, en su relación inevitable y umbilical con el espíritu que la generara, sigue pareciendo humanamente viva».